# Achterste schedelgroeve

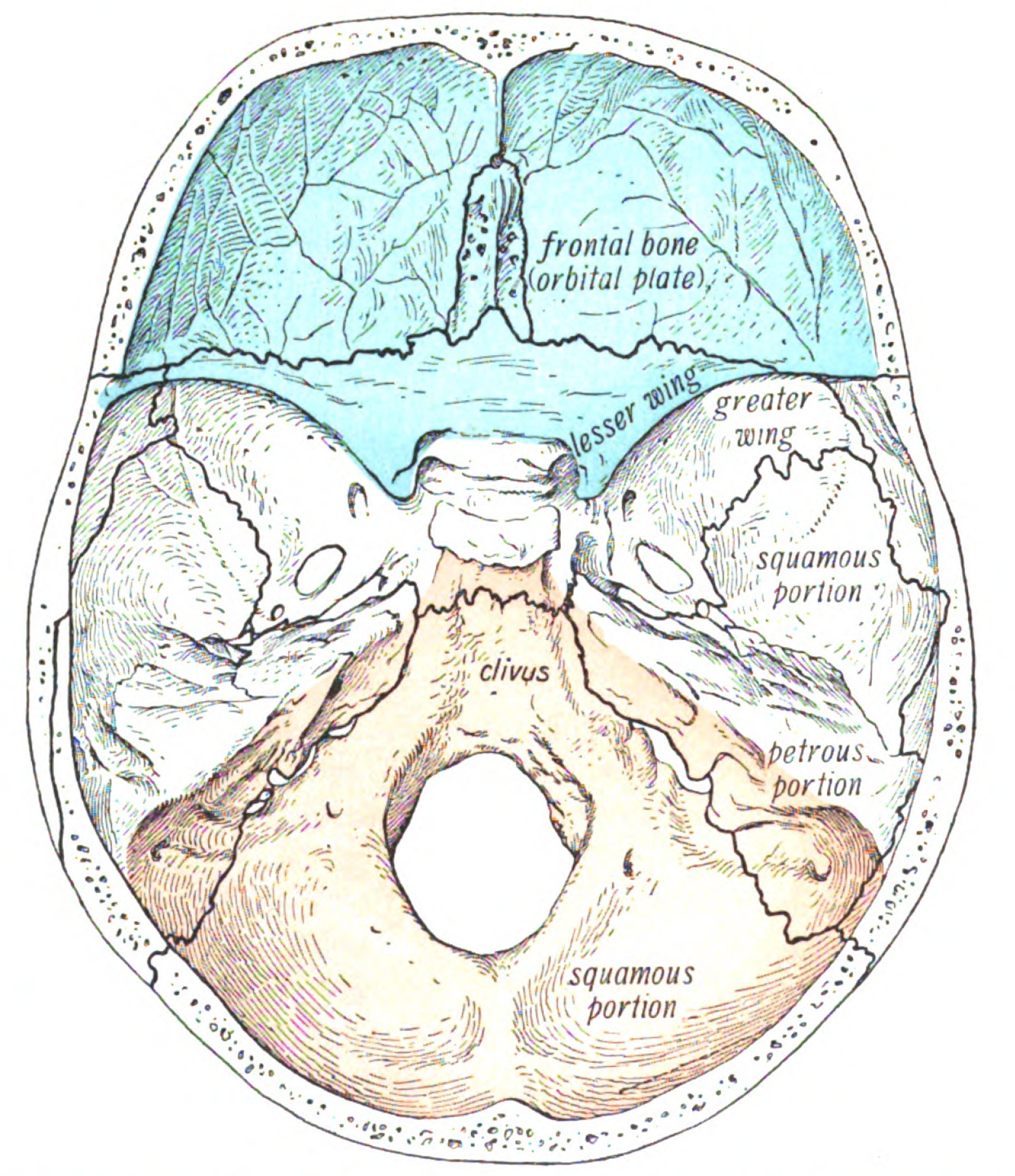
Bovenaanzicht van de onderste schedelhelft. De achterste schedelgroeve is geel gekleurd.

De achterste schedelgroeve (Latijn: fossa cranii posterior), bij sommige dieren ook wel fossa cranii caudalis genoemd, is dat deel van de schedelholte waarop de kleine hersenen of cerebellum rusten. Van de drie hersengroeven (voorste, middelste en achterste) is deze het meest naar achteren en het laagst gelegen. 
De achterste schedelgroeve wordt omgeven door het achterhoofdsbeen (os occipitale), het slaapbeen (os temporale) en het wiggenbeen (os sphenoidale).

## Openingen
In het schedelbot dat de achterste schedelgroeve omgeeft bevinden zich verschillende openingen. Van voor naar achter zijn dat:
- De links en rechts gelegen (gepaarde) porus acusticus internus, ook wel meatus acusticus internus genoemd, is een kanaal waarlangs de nervus facialis (7e hersenzenuw) en de nervus vestibulocochlearis (8e hersenzenuw) het rotsbeen in lopen.
- Het gepaarde foramen jugulare is de opening waardoorheen de vena jugularis interna (binnenste halsader), de nervus glossopharyngeus (9e hersenzenuw), de nervus vagus (10e hersenzenuw) en de nervus accessorius (11e hersenzenuw) de schedel verlaten.
- Via het gepaarde hypoglossale kanaal verlaat de nervus hypoglossus (12e hersenzenuw) de schedel.
- Het centraal gelegen (ongepaarde) foramen magnum of achterhoofdsgat. Dit is verreweg de grootste opening in de schedelholte. Hierdoorheen verlaat het ruggenmerg de schedel en loopt het door in het ruggenmergkanaal dat omgeven wordt door de wervelkolom.